# تپه ده‌کهنه تازه آباد (ناظم آباد)
تپه ده کهنه تازه آباد (ناظم آباد) در شهرستان قروه، بخش چهار دولی، روستای تازه آباد واقع شده و این اثر در تاریخ ۲۵ اسفند ۱۳۷۹ با شمارهٔ ثبت ۳۵۷۵ به‌عنوان یکی از آثار ملی ایران به ثبت رسیده است.